# Мінла рудоголова
Мі́нла рудоголова (Actinodura strigula) — вид горобцеподібних птахів родини Leiothrichidae. Мешкає в Гімалаях і горах Південно-Східної Азії.

## Опис
Довжина птаха становить 16-18,5 см, вага 14-24 г. Верхня частина тіла сіро-оливкова. Покривні пера крил чорні, махові пера оранжево-жовто-чорні. Стернові пера каштаново-жовто-чорні. Нижня частина тіла жовтувата, горло поцятковане чорними і білими смужками. Тім'я рудувате. На обличчі сіра "маска". Дзьоб темний, знизу світліший. Очі карі або червонуваті.

## Підвиди
Виділяють шість підвидів:
- A. s. simlaensis (Meinertzhagen, R, 1926) — західні Гімалаї (від Кашміру до західного Непалу);
- A. s. strigula (Hodgson, 1837) — центральні Гімалаї;
- A. s. yunnanensis (Rothschild, 1921) — Північно-Східна Індія, південно-східний Тибет, Юньнань, південь і південний захід Сичуаню, північна М'янма і північний Індокитай;
- A. s. traii (Eames, JC, 2002) — центральний В'єтнам;
- A. s. castanicauda (Hume, 1877) — північно-східна М'янма, західний і північно-західний Таїланд;
- A. s. malayana (Hartert, E, 1902) — Малайський півострів (від північного Пераку до південного Селангору і Пахангу).

## Поширення і екологія
Рудоголові мінли мешкають в Індії, Бутані, Непалі, Китаї, М'янмі, Малайзії, В'єтнамі, Лаосі і Таїланді. Вони живуть у вологих гірських і рівнинних тропічних лісах. Зустрічаються на висоті від 1800 до 3750 м над рівнем моря. Живляться комахами, їх личинками, ягодами і насінням. Сезон розмноження триває з березня по липень. В кладці від 2 до 4 яєць.